# 경준
경준(慶俊, ? ~ 1489년)은 조선의 문신이다. 본관은 청주(淸州)이며, 자는 이선(而善)이다. 참찬문하부사 경의(慶儀)의 현손이다.

## 생애
승사랑(承仕郞)으로서 1466년(세조 12) 고성별시(高城別試)에 아원(亞元)으로 급제하였다.
봉상시첨정(奉常寺僉正), 사헌부장령, 사간원사간, 충주목사, 장례원 판결사(判決事) 등을 거쳐 1487년 우부승지와 좌부승지를 역임하였다.
1489년(성종 20) 절충장군(折衝將軍)으로 첨지중추부사(僉知中樞府事)에 이르렀다.
1489년 4월 17일 경준(慶俊)이 죽자 성종은 곽(槨)과 유둔(油芚) 2사(事)를 내려 주었다.

## 가족
- 증조부 : 대장군(大將軍) 경습(慶習)
  - 조부 : 경지(慶智)
    - 아버지 : 경유선(慶由善)

  - 외조부 : 홍복방(洪福邦)
    - 어머니 : 남양 홍씨(南陽洪氏)
    - 처부 : 이삼로(李三老)